# Landini L25

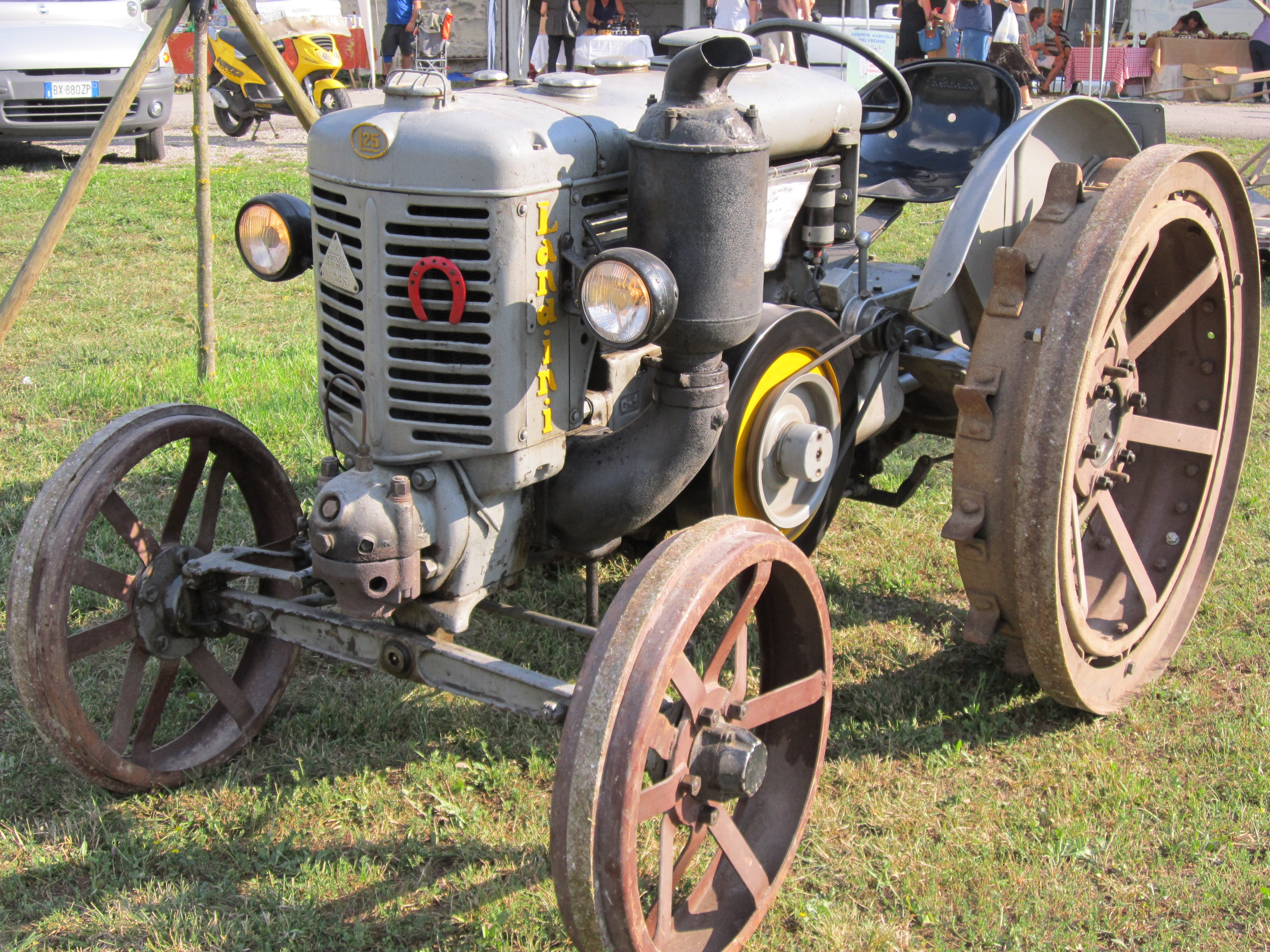
Landini L25

Il Landini L25, conosciuto anche con la sigla L25, è un trattore agricolo italiano a ruote prodotto dalla Landini presso un nuovo stabilimento a Camerlata, in provincia di Como (il modello L25 è stato l'unico testa calda non prodotto a Fabbrico), tra il 1950 e il 1959.

## Nome
Il nome di questo modello trae origine molto semplicemente dalla lettera iniziale dell'azienda e dalla sua potenza in cavalli vapore.

## Motore
Dispone di un motore a due tempi a testa calda, così definito poiché l'accensione della miscela carburante-comburente avviene per mezzo di una superficie incandescente posta all'interno della testata del motore, essa viene appositamente preriscaldata prima dell'avviamento per mezzo di una fiamma applicata all'esterno. Il principio di accensione e funzionamento è il seguente: dopo aver opportunamente riscaldato la calotta (raggiungendo temperature di 200-300°), facendo ruotare energicamente il volano per mezzo di una spinta manuale, il pistone ad esso collegato tramite l'albero motore, scorre all'interno del cilindro comprimendo l'aria nella precamera di combustione, dove nel frattempo viene iniettato il combustibile finemente polverizzato, a contatto con le elevate temperature della calotta reagisce con l'ossigeno dell'aria comburente innescando la combustione che produce gas caldi, questi espandendosi verso il cilindro fanno arretrare il pistone, una volta avviato il motore mantiene autonomamente una temperatura tale da continuare il ciclo di funzionamento senza il bisogno di un ulteriore riscaldamento dall'esterno.
Il motore, che è concepito per utilizzare come combustibile olio pesante, gasolio, o qualsiasi altro combustibile che permetta di raggiungere temperature tali da mantenere il ciclo di funzionamento, è costituito da un solo cilindro orizzontale, con misure di alesaggio e di corsa rispettivamente di 170 mm x 190 mm, la cilindrata totale è di 4.312 cc, sviluppa nei primi modelli prodotti una potenza di 25 CV a 880 giri/min alla puleggia, massima 30 CV.

## Caratteristiche tecniche

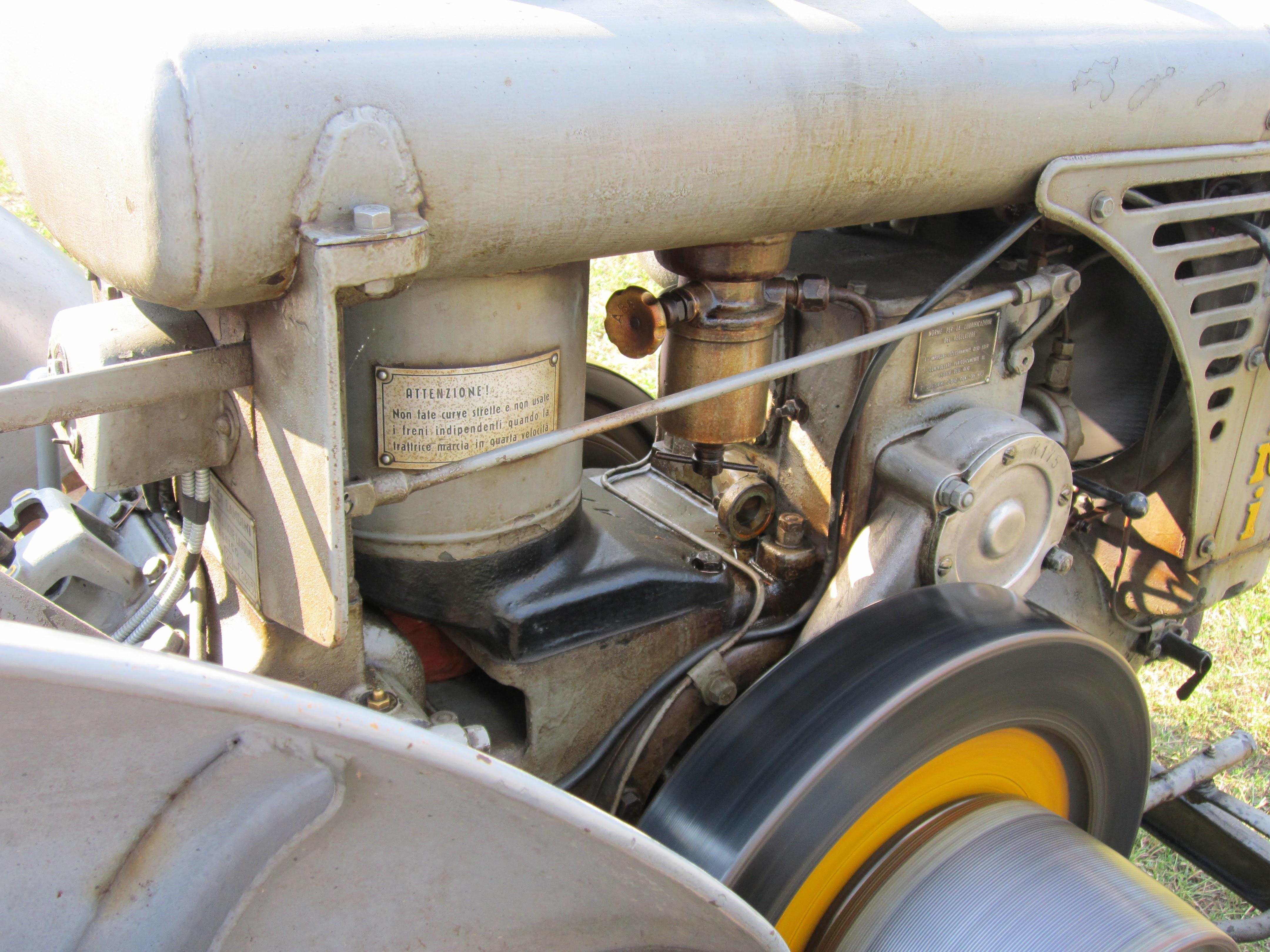
L 25 motore

Il cambio è di tipo meccanico a quattro marce e una retromarcia con velocità massime a seconda del rapporto innestato, la trazione è esclusivamente sull'asse posteriore dotato di differenziale. Gli assi sono entrambi a ponte rigido, questo modello nasce con ruote in gomma; però poteva essere equipaggiato con ruote in ferro (in carpenteria), oppure semicingolato Roadless.

## Utilizzo
L25 è stato una delle macchine più utilizzate soprattutto dalle piccole aziende agricole nell'aratura dei terreni, ma anche per l'azionamento stazionario di trebbie, pressaforaggi e pompe per l'irrigazione.